# Swede Savage
David Earl "Swede" Savage Jr., född 26 augusti 1946 i San Bernardino, Kalifornien, USA, död 2 juli 1973 i Indianapolis, Indiana, USA, var en amerikansk racerförare.

## Racingkarriär
Savage tävlade i USAC National Championship i slutet av 1960 och början av 1970-talet. Han vann sitt första race på Phoenix International Raceway säsongen 1970, men hade aldrig tillräckligt jämn prestationsnivå för att kunna mäta sig med toppförarna över en hel säsong. Han var nära att förolyckas på Ontario Motor Speedway säsongen 1971, sedan gasen hängt sig och han kraschat, men han överlevde och kom tillbaka till racingen. Han var bland de allra snabbaste i Indianapolis 500 1973, och låg tvåa i tävlingen, när han kraschade och bilen fattade eld. Han var vid fullt medvetande, men med svåra brännskador, och i behov av nytt blod. Det visade sig vara smittat med hepatit B, och av det avled Savage en månad efter olyckan.